# Sporus

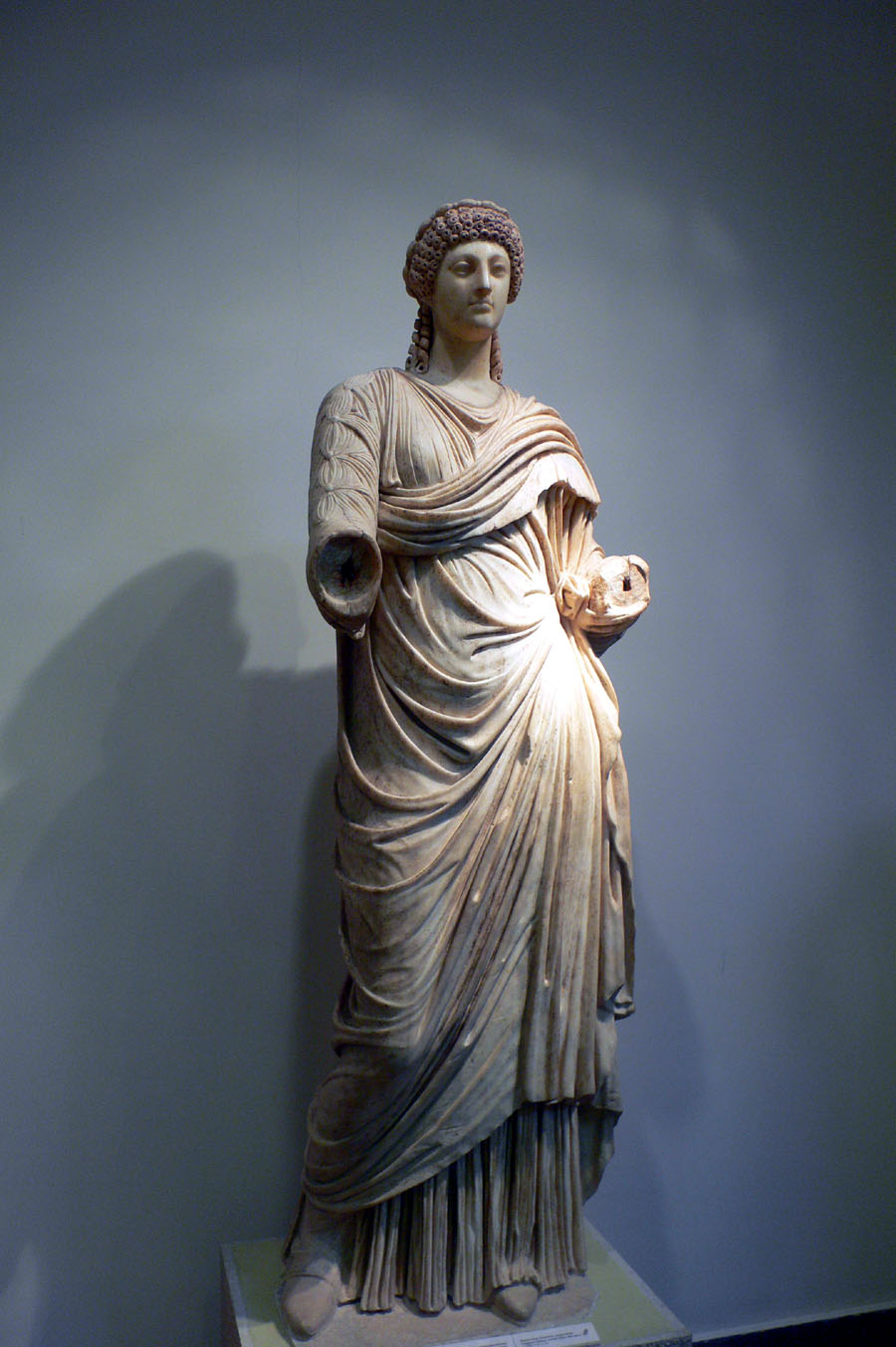
Figura de Popea Sabina, Museu Arqueològic d'Olímpia, Grècia.

Sporus fou un jove molt bell, d'origen servil i que la seua fesomia s'assemblava molt a la de l'emperadriu Popea Sabina, difunta esposa de Neró que el mateix Neró va matar l'any 63dC. La semblança de Sporus amb Popea cridà l'atenció de Neró fins a tal punt que es va unir amb Sporus en matrimoni l'any 67 de forma pública a Grècia després d'ordenar la castració del noi. El va vestir de dona i passà a anomenar-lo Sabina.
Sporus va tornar amb Neró a Roma el 68 aC i va fugir amb l'emperador de la ciutat quan va esclatar la revolta contra la tirania; va estar present al moment de la mort del seu espòs. Otó, que havia estat un dels companys de disbauxa de Neró, el va recollir i va viure amb ell, en termes íntims. Otó havia estat també casat amb Popea Sabina abans de divorciar-se. En aquest cas, però, Otó va prendre a Sporus com a consort sota el nom de Popea, i no de Sabina.
El seu successor, Vitel·li, va ordenar a Sporus que actués a l'escenari del teatre amb el paper de Persèfone quan és violada per Hades. La humiliació va ser tal que aquest fatídic fet va portar al suïcidi de Sporus.